# Angus Barnett
Angus Barnett (* 1963 in Ruddington, Nottinghamshire) ist ein britischer Schauspieler.

## Leben
Geboren wurde Barnett in Ruddington in Nottinghamshire in England. Er besuchte die West Bridgford School und lernte dann das Schauspiel. 1997 gehörte er zum Ensemble eines britischen Theaters, das mit Japanern und Thailändern kooperierte. In den 80er Jahren hatte er jeweils Hauptrollen in den Serien High and Dry und Square Deal. Es folgten weitere, meist kleine Besetzungen in Serien aber auch in Kurzfilmen sowie großangelegten Filmproduktionen für Kinos. Bekanntheit erlangte er durch seine Rolle eines tollpatschigen englischen Soldaten in Fluch der Karibik und Pirates of the Caribbean – Am Ende der Welt.

## Filmografie
- 1987: High and Dry (Fernsehserie)
- 1988: The Storyteller (Miniserie)
- 1988: Hot Metal (Fernsehserie, 1 Folge)
- 1988: Consuming Passions
- 1988: Boon (Fernsehserie, 1 Folge)
- 1989: The Jim Henson Hour (Fernsehserie, 1 Folge)
- 1989: Hannay (Fernsehserie, 1 Folge)
- 1988–1989: Square Deal (Fernsehserie, 8 Folgen)
- 1991: Birds of a Feather (Fernsehserie, 1 Folge)
- 1992: Adam Bede – Schicksal und Leidenschaft (Adam Bede)
- 1992: Lorenzos Öl
- 1994: The Rector’s Wife (Fernsehserie, 1 Folge)
- 1994: Screen Two (Fernsehserie, 1 Folge)
- 1994: Black Beauty
- 1997: Uncle Gilbert & the Hurlo-Thrumbo (Kurzfilm)
- 1997: Bugs
- 1997: Fremde Wesen (FairyTale: A True Story)
- 1998–2000: Die magische Münze (The Queen’s Nose, Fernsehserie, 3 Folgen)
- 1999: Alice im Wunderland
- 2000: The Strangerers (Fernsehserie, 2 Folgen)
- 2000: Sabotage!
- 2002: Shackleton
- 2003: Fluch der Karibik (Pirates of the Caribbean: The Curse of the Black Pearl)
- 2003: Kalender Girls
- 2004: Wenn Träume fliegen lernen (Finding Neverland)
- 2004: Outlaws (Fernsehserie, 1 Folge)
- 2004: Holby City
- 2005: Dead Man Weds (Fernsehserie)
- 2005: Colour Me Kubrick: A True…ish Story
- 2006: Irish Jam
- 2006: Sixty Six
- 2006: Klang der Stille (Copying Beethoven)
- 2007: Die Flut – Wenn das Meer die Städte verschlingt (Flood)
- 2007: M.I.High (Fernsehserie, 1 Folge)
- 2007: Miss Marie Lloyd
- 2007: Pirates of the Caribbean – Am Ende der Welt (Pirates of the Caribbean: At World’s End)
- 2007: Geheimnis um Rom (Roman Mysteries, Fernsehserie, 1 Folge)
- 2007: Christmas at the Riviera
- 2008: Fairy Tales
- 2008: Skins – Hautnah (Skins, Fernsehserie, 1 Folge)
- 2008: Seared
- 2008: Crusoe (Fernsehserie, 2 Folgen)
- 2008: Klein Dorrit
- 2008: First, Love? (Kurzfilm)
- 2008: Massive (Fernsehserie, 1 Folge)
- 2009: Doctors (Fernsehserie, 1 Folge)
- 2009: Die Girls von St. Trinian 2 – Auf Schatzsuche (St Trinian’s 2: The Legend of Fritton’s Gold)
- 2010: We Want Sex
- 2010: The Gemma Factor
- 2011: Hugo Cabret (Hugo)
- 2011: Albatross
- 2011: Inspector Barnaby (Midsomer Murders, Fernsehserie, 1 Folge)
- 2012: The Wedding Video
- 2013: Jack and the Giants (Jack the Giant Slayer)
- 2017: Pirates of the Caribbean: Salazars Rache (Pirates of the Caribbean: Dead Men Tell No Tales)